# 阿島橋 (天竜川)
阿島橋（あじまばし）は、天竜川に架かる橋である。
長野県企業局によって、赤石林道と接続して赤石山脈の木材搬出を目的に、橋梁部と前後の取付道路が阿島有料橋として建設された。企業局が建設した7つの有料道路のうち、唯一、観光開発を目的とせずに建設された道路（橋）であった。しかし開通後、すぐ下流の弁天橋（長野県道18号伊那生田飯田線）が改良されたこともあり、利用度は低く、企業局建設の有料道路の中で最も早く無料開放された。

## 概要
- 起点 長野県飯田市座光寺
- 終点 長野県下伊那郡喬木村
- 全長 5.5km
  - 橋長 372m
  - 取付道路 2.3km
- 幅員 5.5m
- 適用法律 道路法
- 建設事業費 3億2950万円

## 沿革
- 1964年（昭和39年）- 長野県企業局により建設開始。
- 1966年（昭和41年）7月1日 - 供用開始。
- 1979年（昭和54年）4月1日 - 無料開放。

## 現在構成している路線
- 長野県道251号上飯田線